# Air Viking
Air Viking war eine isländische Charterfluggesellschaft, die ihren Betrieb im Frühjahr 1976 eingestellt hat.

## Geschichte
Air Viking wurde Anfang 1970 von Privatinvestoren in Reykjavík gegründet. Die Gesellschaft nahm den Flugbetrieb im Juni 1970 mit einer von Air Canada geleasten Vickers Vanguard auf. Bereits Ende 1970 stellte sie ihren Betrieb erstmals ein.
Mit einer geleasten Convair CV-880 erfolgte im August 1973 die Wiederaufnahme des Flugbetriebs. Das Strahlflugzeug setzte Air Viking für Ad-hoc-Charterflüge sowie im Subcharter für andere Fluggesellschaften ein, überwiegend nach Spanien, Frankreich, Österreich und in die Schweiz. Die Convair CV-880 wurde im Mai 1974 durch zwei Boeing 720B ersetzt, die ursprünglich an United Air Lines ausgeliefert worden waren. Mit den beiden Maschinen sowie einer weiteren von Eastern Air Lines stammenden Boeing 720 führte das Unternehmen für den isländischen Reiseveranstalter Sunna Travel Bureau unter anderem IT-Charterflüge von Island nach Hamburg und Düsseldorf durch. Anfang 1976 geriet Air Viking in finanzielle Schwierigkeiten. Die Einstellung des Flugbetriebs erfolgte am 12. März 1976. Die Charterflüge nach Deutschland wurden anschließend von der neu gegründeten Eagle Air of Iceland fortgeführt.

## Flotte
- 3 Boeing 720 (TF-VVA, TF-VVB, TF-VVE)
- 1 Convair CV-880M (TF-AVB)
- 1 Vickers 952 Vanguard (TF-AVA)[2]